# The Jaffa Hotel (Tel Aviv)
The Jaffa Hotel je současný název a účel komplexu budov původní nemocnice koleje svatého Josefa francouzsky. Komplex dvou skupin staveb se nachází mezi ulicemi Jefet a Louise Pasteura, ve čtvrti Adžami ve městě Tel Aviv–Jaffa v Izraeli.

## Historie
Lokalitu obsadili po roce 1806 Francouzi, přišlí s Napoleonovou armádou. Rozsáhlé pozemky byly zastavěny nejdříve jen provizorními domy a využívány jako hospic k ubytování křesťanských poutníků s nemocnicí a ženským klášterem sester řádu Zjevení sv. Josefa. Stavbami z let  1875-1879 byly rozšířeny a rozděleny na dva stavební areály:školu s ubytovnou na východní straně ulice Jefet, a větší areál dvou budov nemocnice s ženským klášterem řeholnic sv. Josefa, kaplí a sirotčincem na západní straně, na nároží do ulice Louise Pasteura, z níž je nyní hlavní vstup.  

## Nemocnice

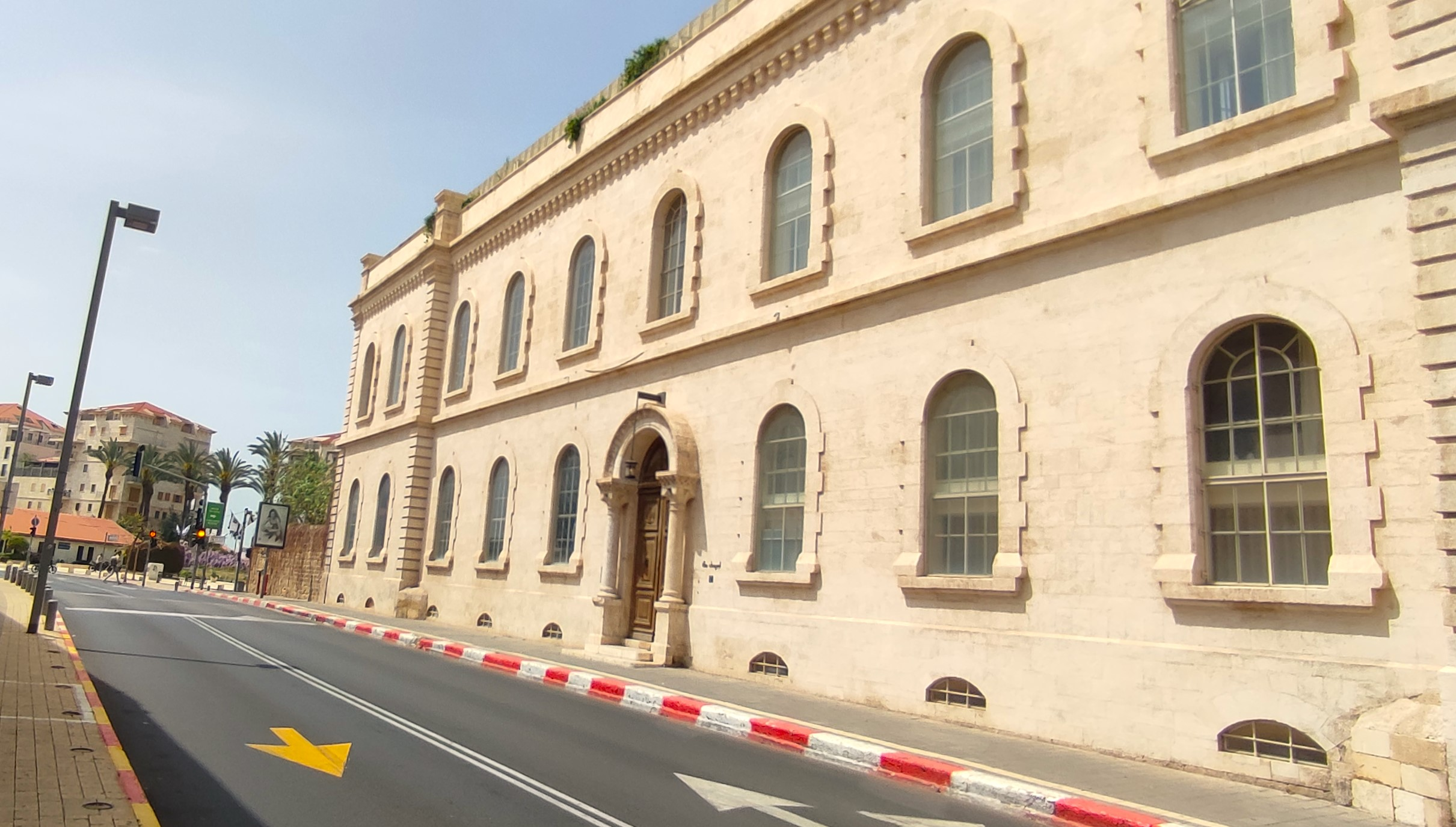
Fasáda do ulice Jefet

Francouzská nemocnice byla postavena v letech 1875-1879 na protější straně ulice než škola. Sloužila nadále také jako hospic pro křesťanské poutníky z Evropy. Vedly ji francouzské řeholnice řádu Zjevení svatého Josefa (L'ordre St. Joseph de l'Apparation).  Rozlehlý komplex dvou budov v novorománském slohu navrhla projekční kancelář Libelle & Grebez z Lyonu a financoval ji podnikatel M. Francisque Guimet. V prostředí nábožensky a národnostně rozdělené společnosti bylo nutné zabezpečení architektury proti útokům z ulice.  Budovy mají zesílené obvodové stěny s malými okénky, teprve uvnitř je otevřen arkádový dvůr a honosnou kapli, inspirovanou jihofrancouzskou románskou architekturou. Jde o adaptaci modulu typové architektury, uplatněné v několika zemích. Podobné koleje téže instituce byly postaveny v Londýně - Upper Norwoodu, v Plovdivu, Sofii, ale také v Africe.  
Archeologický průzkum během hloubení základů staveb odhalil zdi jihovýchodního bastionu křižáckého opevnění staré Jaffy z poloviny 13. století a další úseky, zesílené v pozdějších obdobích otomanské vlády.  
Nemocnice s řádovými sestrami fungovala až do 70. let 20. století.
Další průzkum proběhl v letech 2015-2017 při rekonstrukci špitálu na luxusní hotel hotelového řetězce Mariott. Některé nalezené úseky středověkého zdiva byly ponechány jako dekorace interiéru, podobně jako portály s původními nápisy. Velká část citadely byla vybagrována a nahrazenašestipodlažní třítraktovou novostavbou.

## Galerie

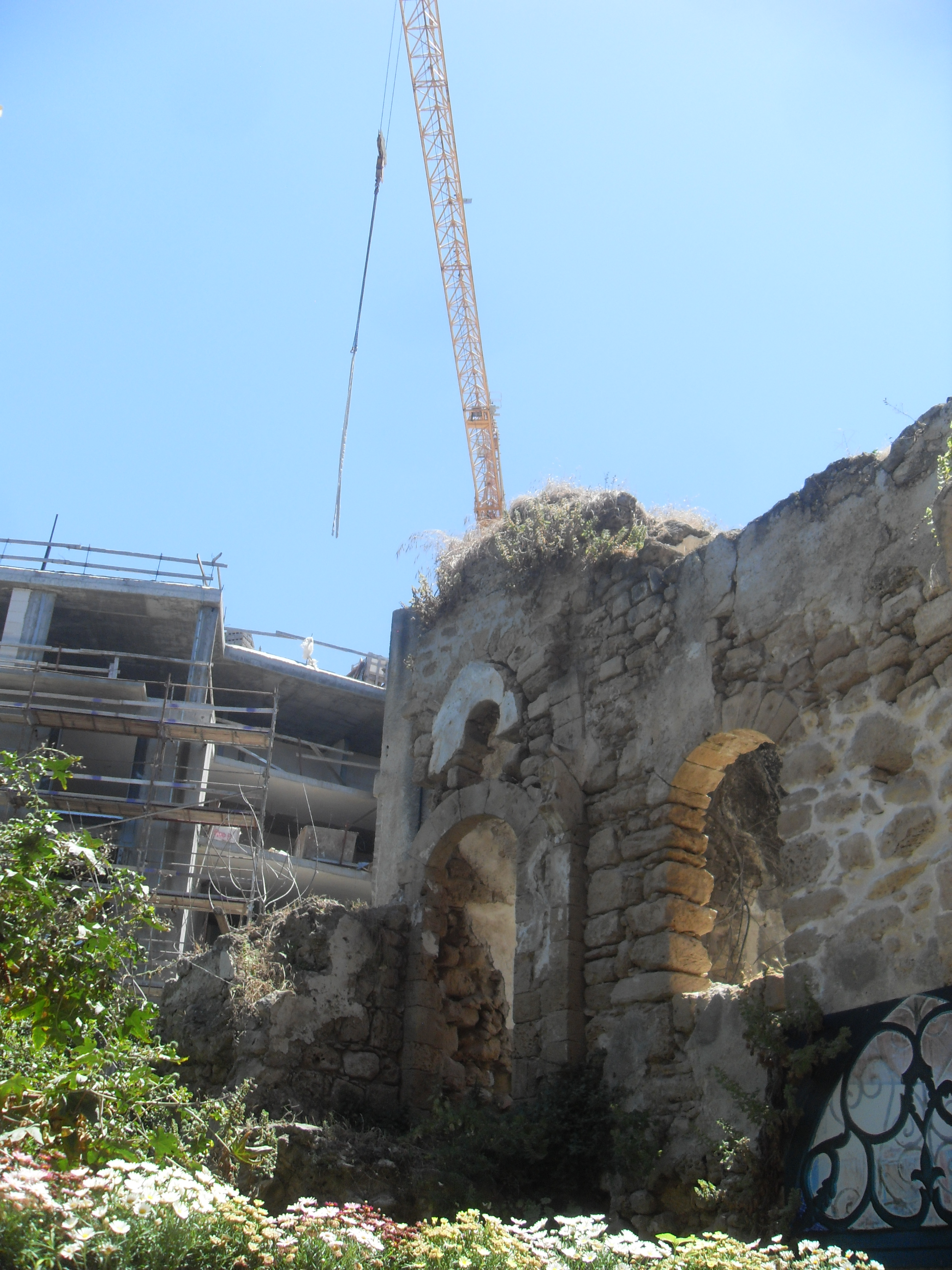
Ruiny Simtat Mazal Gdi před zbořením
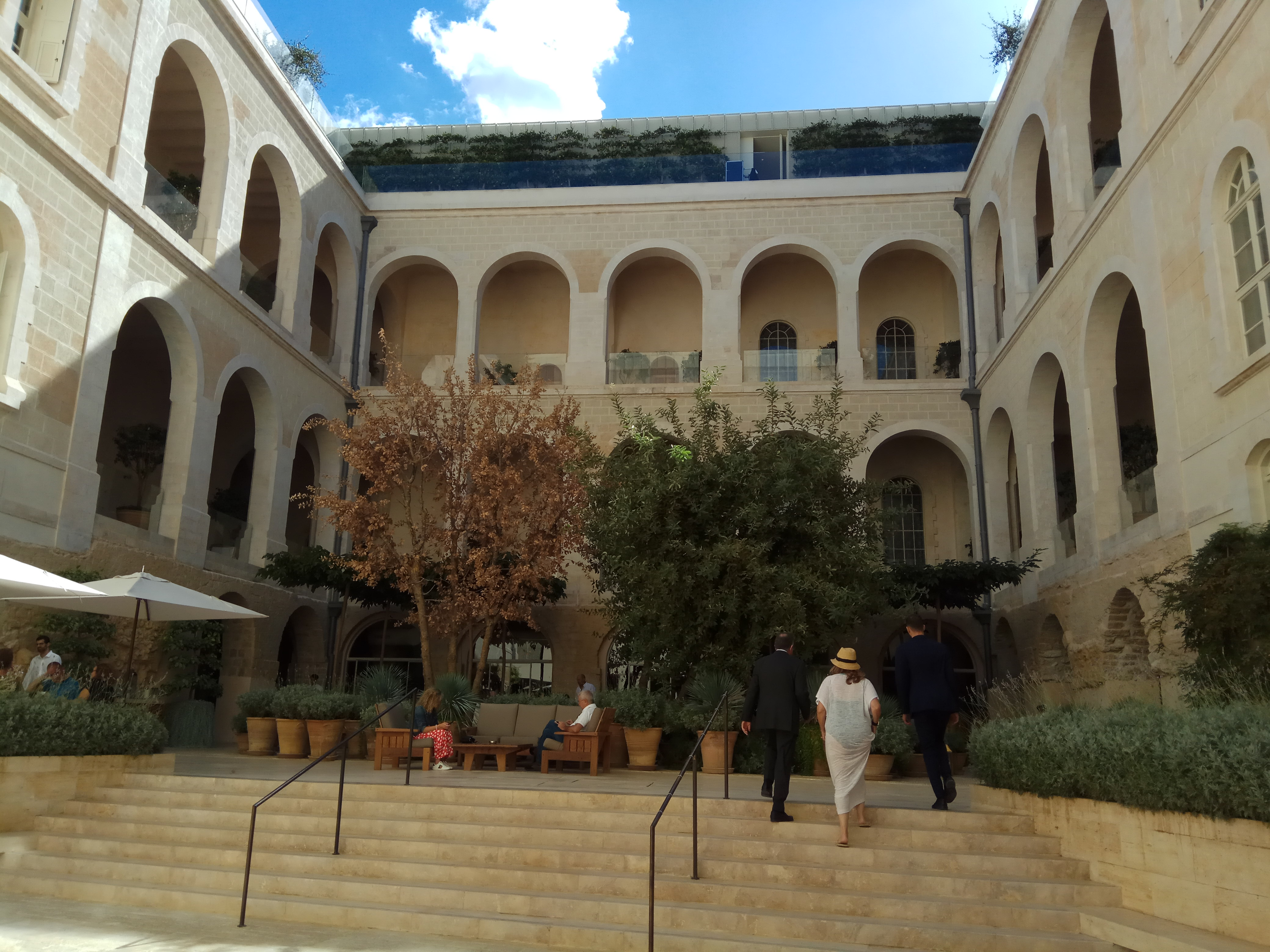
Vstupní nádvoří hotelu
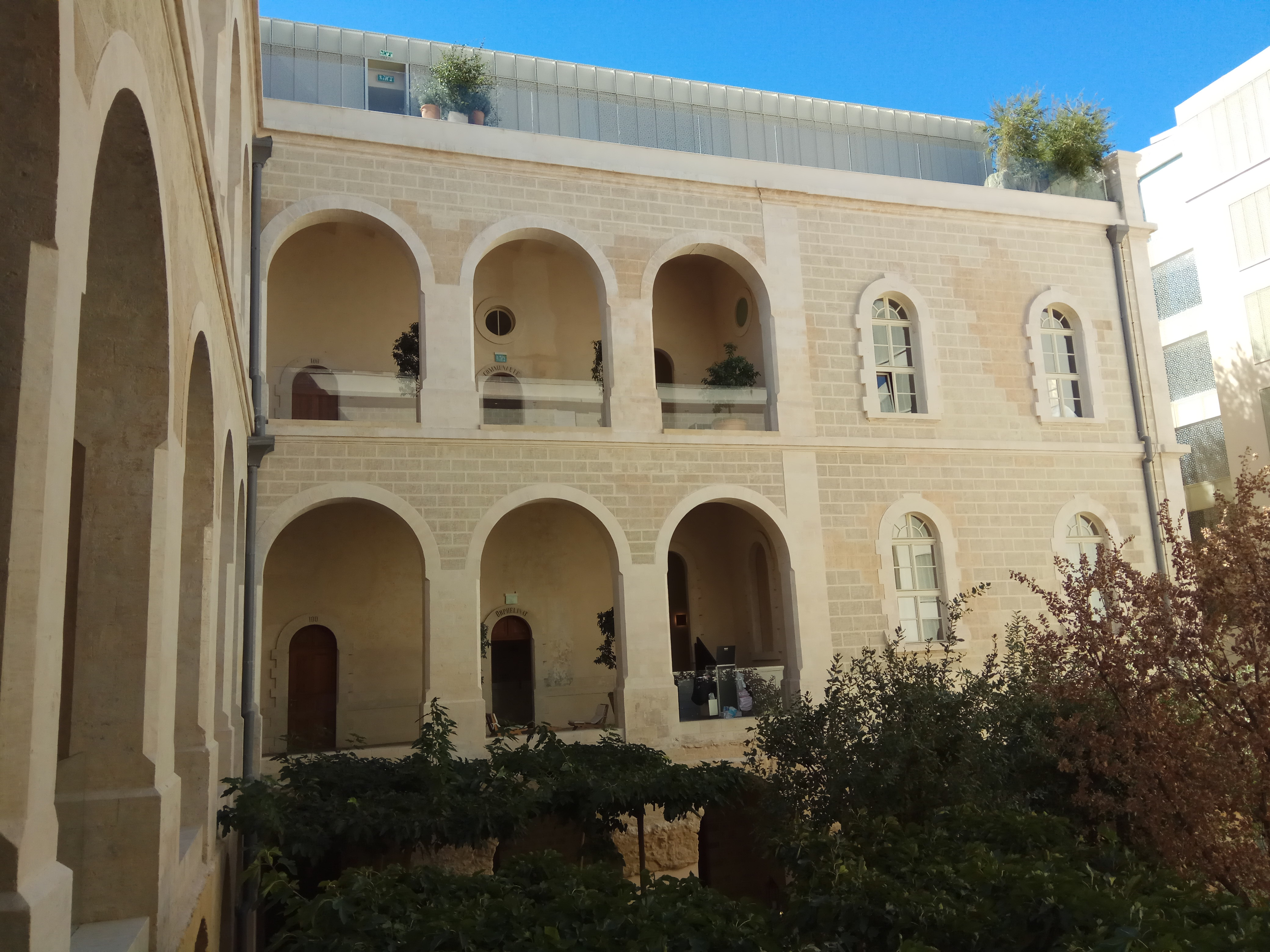
Nádvoří se střešní nástavbou
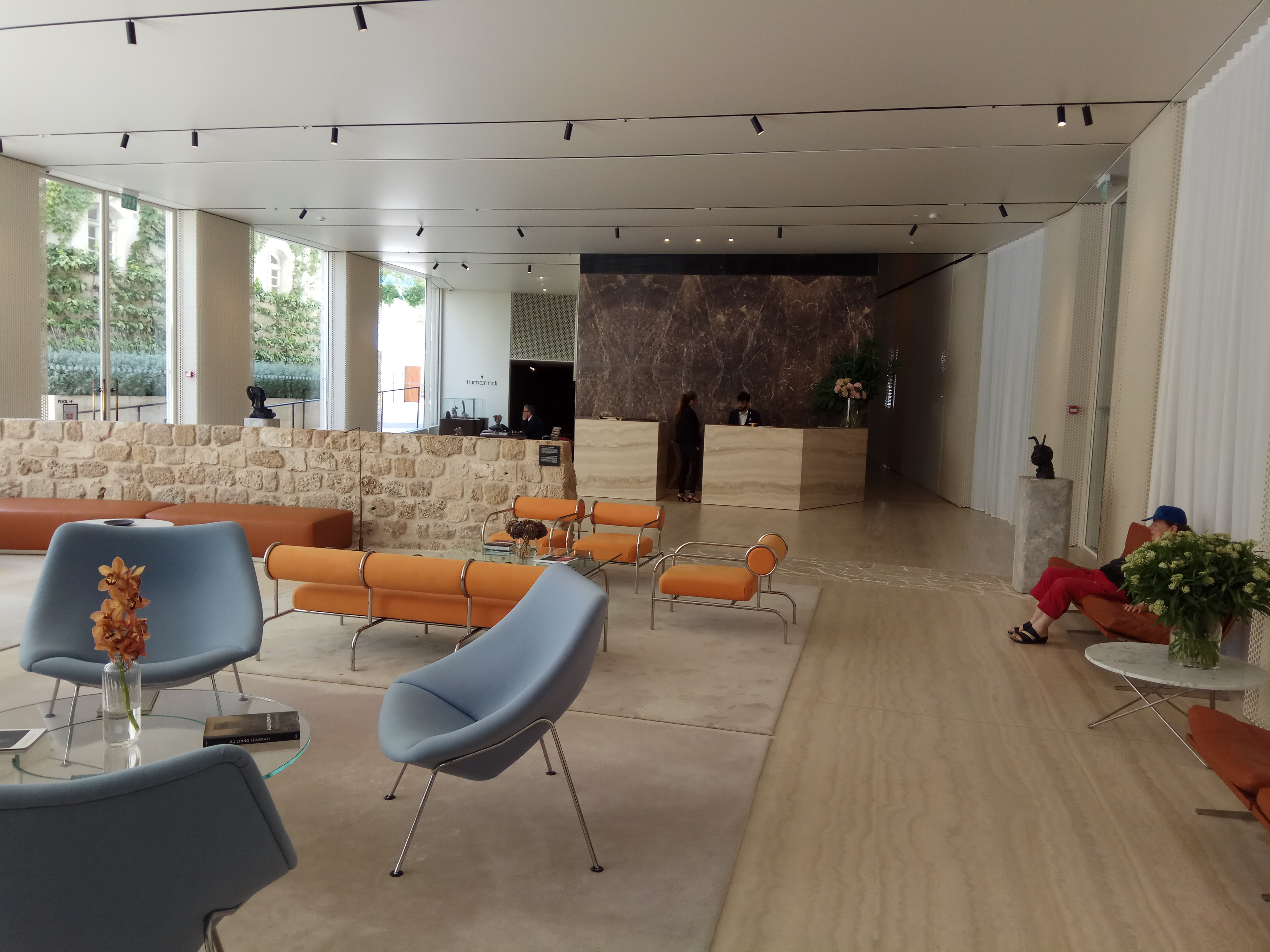
Středověká stěna v recepci hotelu
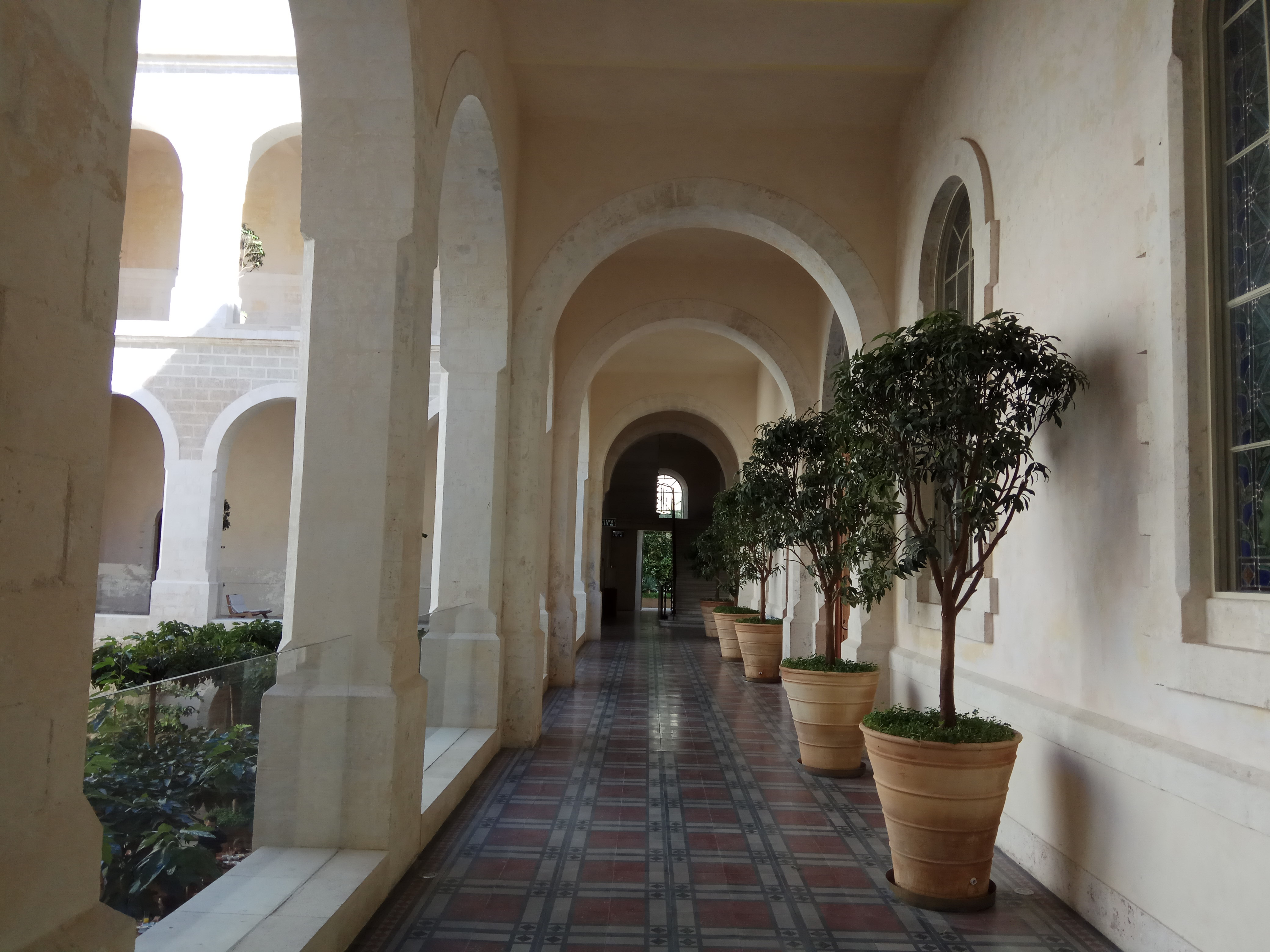
Arkádové nádvoří
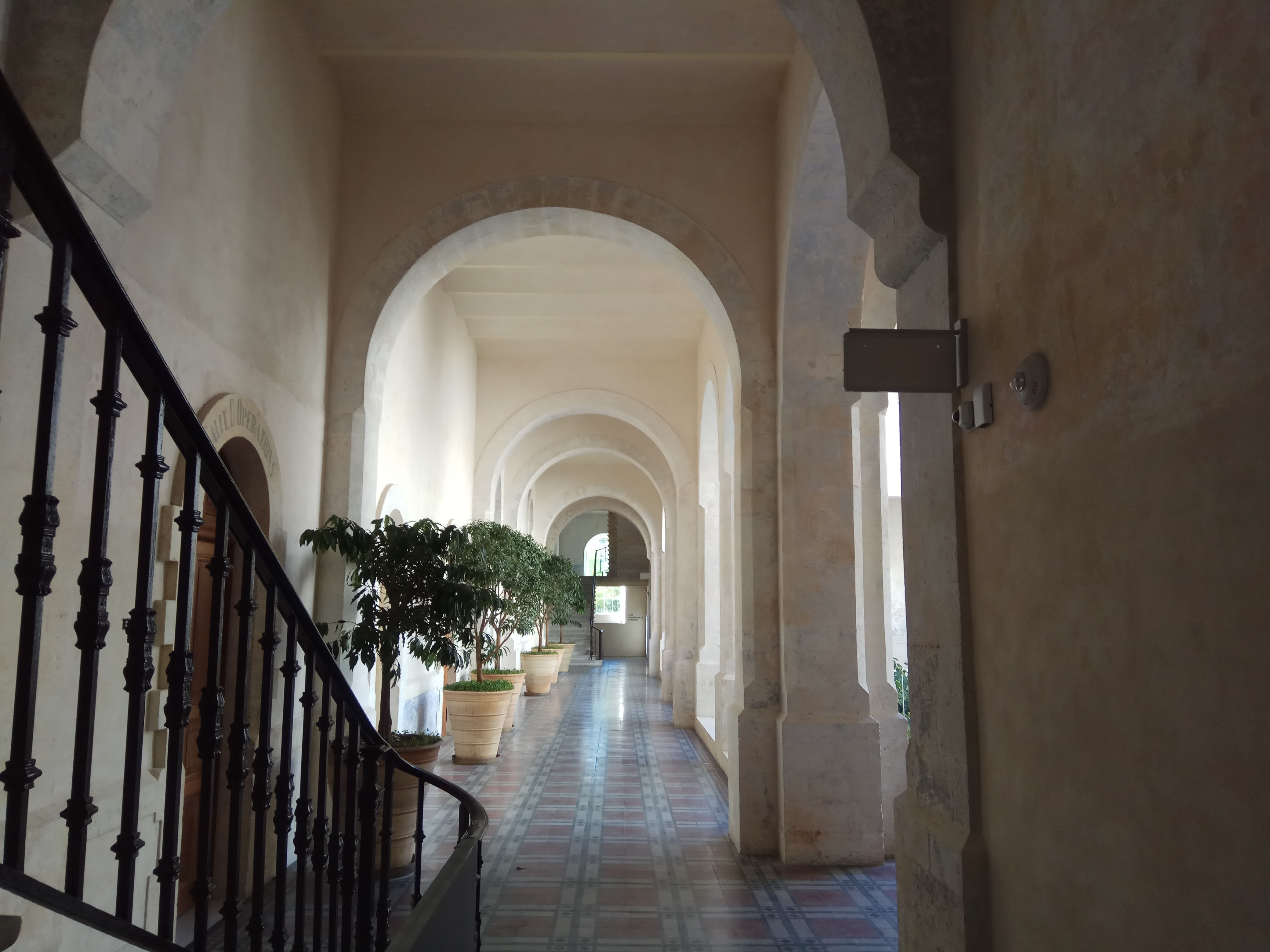
Chodba s původním zábradlím a dlažbou
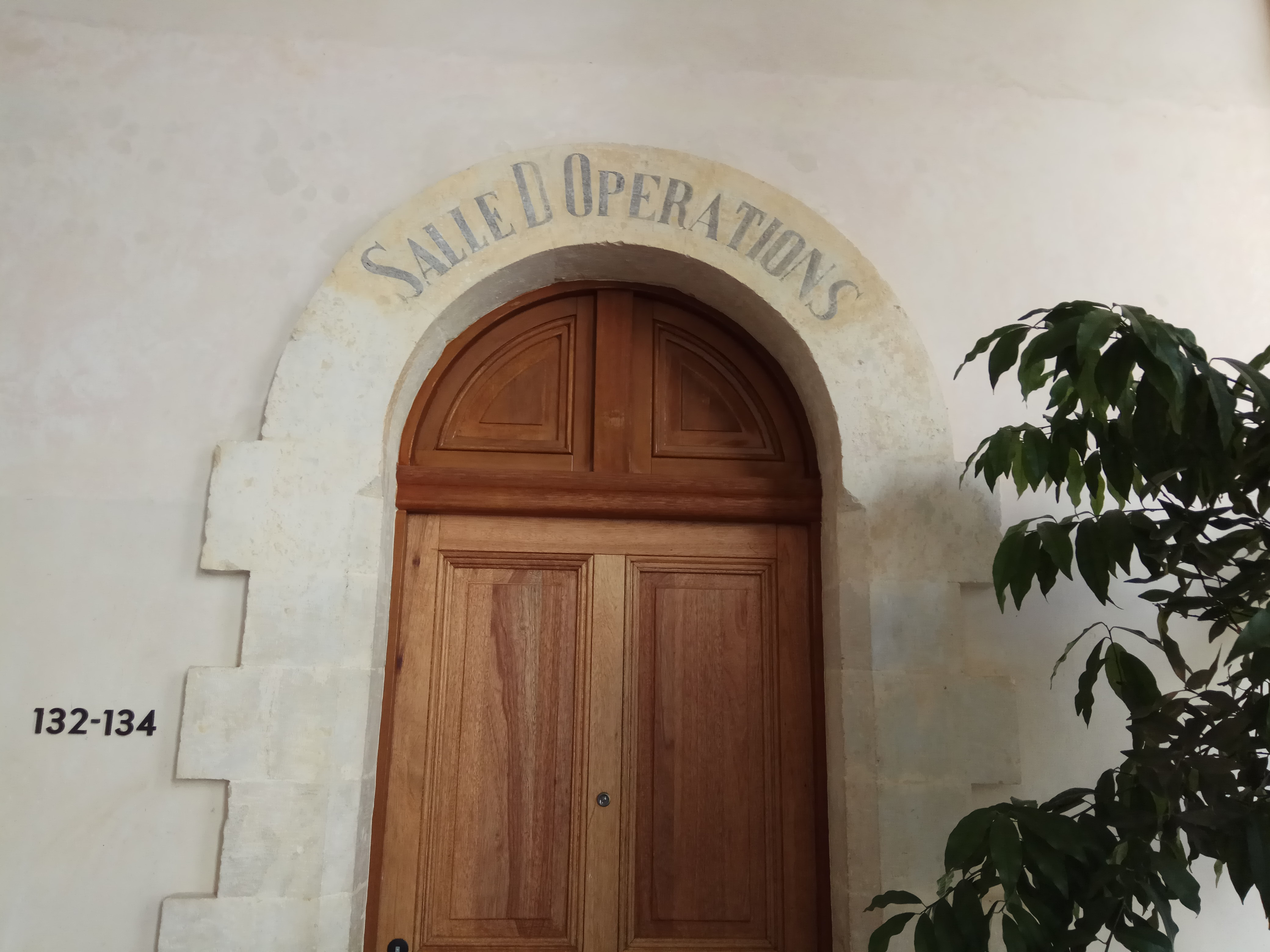
Vchod na operační sál
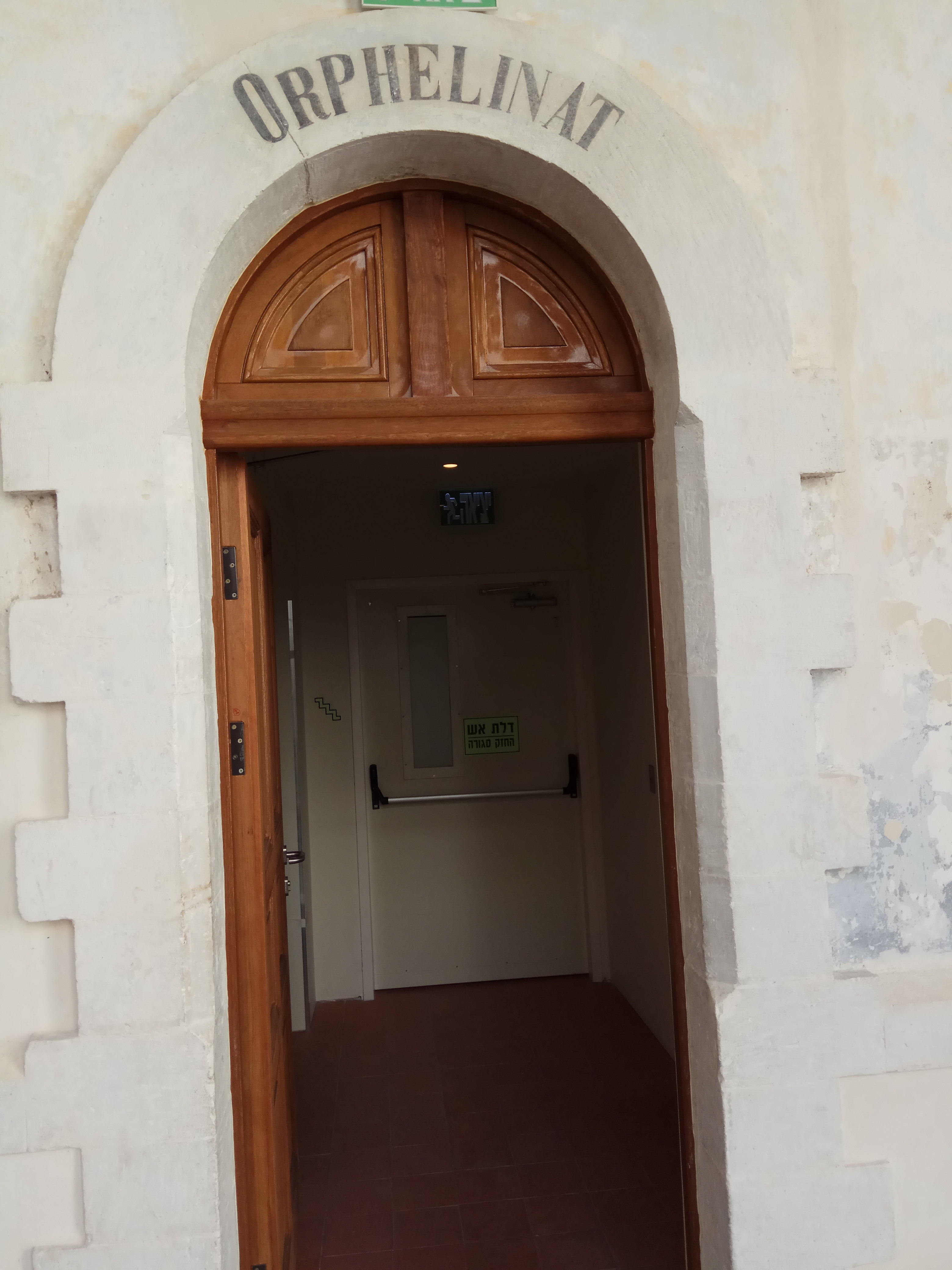
Vchod do sirotčince